# Biến loạn Fujiwara no Hirotsugu

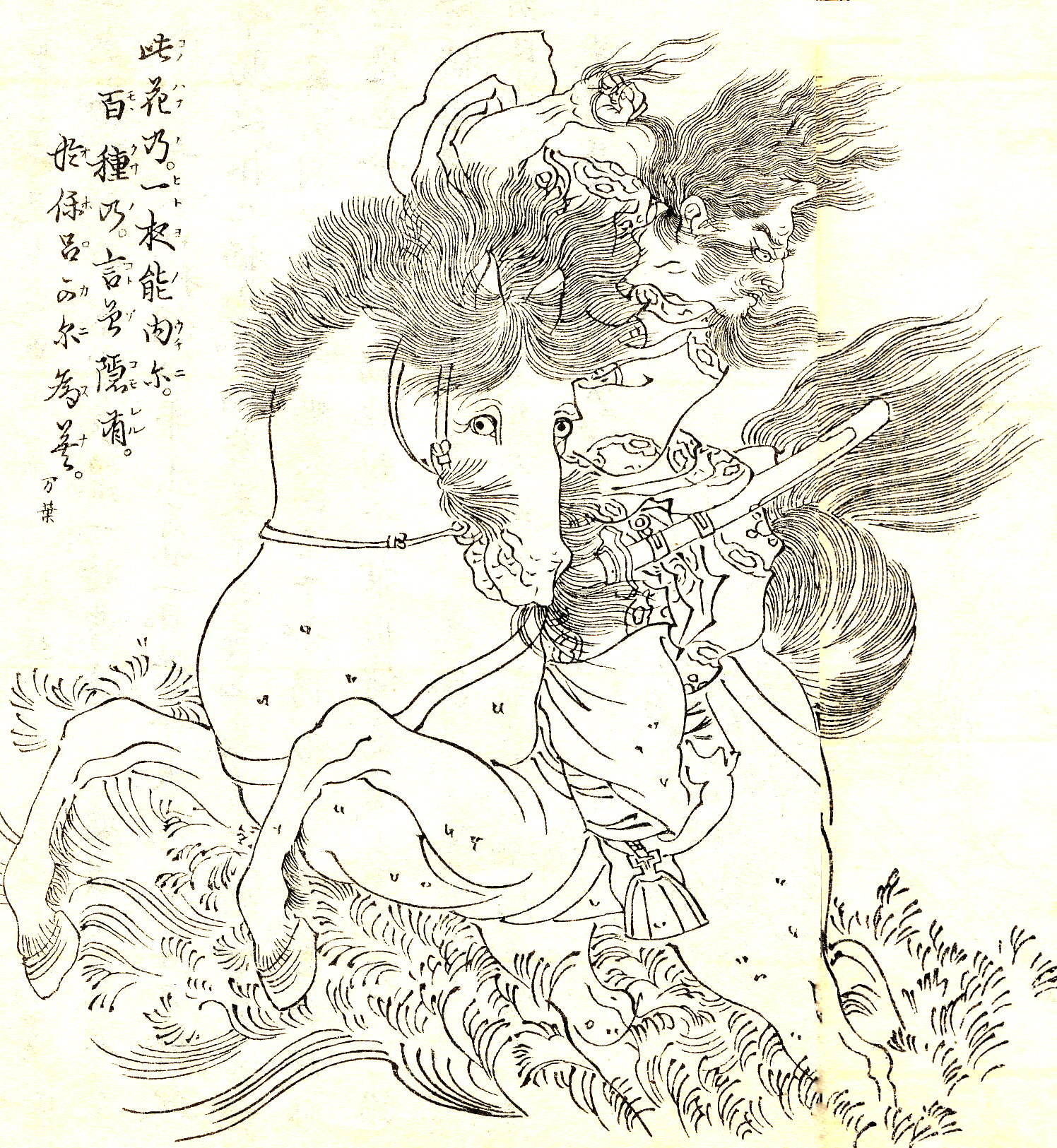
Fujiwara no Hirotsugu trong bản vẽ của Kikuchi Yōsai

Biến loạn Fujiwara no Hirotsugu (藤原広嗣の乱 (藤原廣嗣之亂) (Đằng Nguyên Quảng Tự chi loạn)/ ふじわらのひろつぐのらん Fujiwara no Hirotsugu no ran)  là một cuộc nổi loạn vào thời kỳ Nara do Fujiwara no Hirotsugu (藤原広嗣) lãnh chúa các đảo của Nhật Bản phát động vào năm 740. Nguyên nhân là do Hirotsugu không hài lòng với các cường quốc chính trị, đã cho xây dựng một đội quân ở Dazaifu, Kyushu nhưng sau đã bị lực lượng triều đình đánh bại.

## Ghi nhận lịch sử
Biến loạn Fujiwara no Hirotsugu được ghi chép lại một cách sơ sài về hầu hết những gì được biết về nó, bao gồm cả ngày chính xác bắt đầu cuộc biến loạn, bắt nguồn từ Shoku Nihongi.  (Shoku Nihongi được hoàn thành vào năm 797, đây là một trong Rikkokushi ghi chép sự kiện diễn ra trong khoảng thời gian từ năm 697 đến 791.  Đây là một tài liệu có giá trị cho các nhà sử học, mặc dù không phải tất cả ngày tháng trong đó là chính xác).

## Bối cảnh
Gia tộc Fujiwara đã ảnh hưởng đến chính trị Nhật Bản kể từ khi người sáng lập, Nakatomi no Kamatari,tiến hành   đảo chính vào năm 645, gia tộc Soga bị lật đổ và ngay sau đó  cuộc cải cách Taika được tiến hành, nhằm củng cố quyền lực quốc gia. Vào những năm 730, cơ quan cố vấn được gọi là  Thái chính quan được lập ra,đứng đầu là bốn người con trai của Fujiwara no Fuhito: Fujiwara no Muchimaro,giữ chức Hữu đại thần từ năm 729; Fujiwara no Fusasaki, cố vấn từ năm 729; Fujiwara no Umakai và Fujiwara no Maro, trở thành cố vấn vào năm 731.  Họ đã nắm giữ bốn trong số mười vị trí của Thái chính quan, được đặt dưới thời Thiên hoàng và phụ trách tất cả các công việc thế tục.  Ngoài ra,  gia tộc Fujiwara còn có mối quan hệ mật thiết với Thiên hoàng vì thân mẫu của Thiên hoàng Shōmu là Hoàng hậu Kōmyō, là người của gia tộc Fujiwara và là con gái của Fujiwara no Fuhito.
Năm 735, một trận dịch bệnh đậu mùa, đã cướp đi khoảng một phần ba dân số Nhật Bản, đã bùng phát ở Kyushu và sau đó lan rộng về phía đông bắc.  Trong khi hầu hết các nạn nhân của trận dịch bệnh này đến từ cộng đồng sản xuất ở miền tây và miền trung Nhật Bản, đến năm 737, dịch bệnh đã đến thủ đô tại Heijō-kyō (Nara) gây ra nhiều cái chết của các quý tộc. Thiên hoàng Shōmu may mắn sống sót qua trận dịch bệnh, nhưng đến tháng 8 năm 737, mười quan chức từ phẩm vị tứ phẩm trở lên đều qua đời, trong đó có cả Fujiwara no Fuhito.  Cái chết của những người cầm quyền và người đứng đầu của bốn nhánh Fujiwara đã làm suy yếu đáng kể ảnh hưởng của gia tộc Fujiwara.

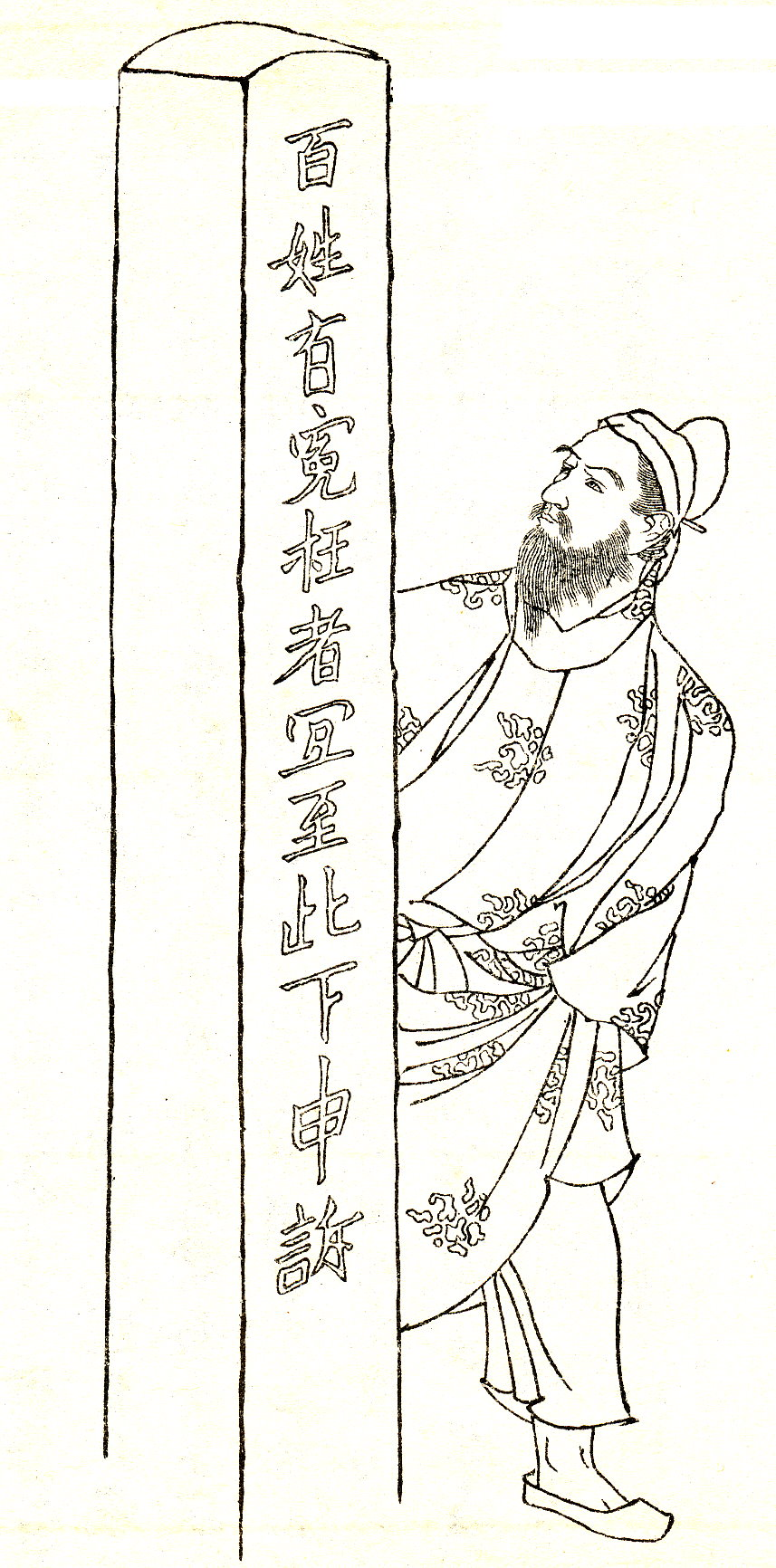
Kibi -no-Makibi

Những sự kiện sau đó đã mang lại sự thay đổi quyền lực đối với các quý tộc có mối quan hệ mật thiết với Thiên hoàng và tránh xa các gia tộc không thuộc Hoàng thất như gia tộc Fujiwara.  Năm 737 Hoàng tử Suzuka, anh trai của Hoàng tử Nagaya,  được bổ nhiệm làm Thái chính đại thần, vị trí cao nhất trong hàng ngũ văn võ bá quan của Triều đình.  Vào đầu năm sau,  Tachibana no Moroe, anh cùng cha khác mẹ của Hoàng hậu Kōmyō, đã được phong làm Hữu Đại thần,trước đây đã được nắm giữ bởi Manyimaro cho đến khi qua đời  Người duy nhất của gia tộc Fujiwara trong triều vào thời điểm đó là con trai của Manyimaro, Fujiwara no Toyonari, có phẩm trật khá thấp.  Ngoài ra, tất cả các gia tộc chống lại Fujiwara no Fuhito như Ōtomo, Saeki hay Agata Inukai đều có những người ủng hộ Moroe.  Không giống như dưới thời quản chế của Fujiwara no Fuhito, Thiên hoàng không bị một phe phái mạnh nào phản đối nữa vì những người giữ chức vụ quan trọng mới xuất thân từ nhiều gia tộc khác nhau.

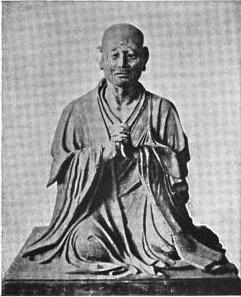
Genbou

Kibi no Makibi và Genbō được ghi lại trong các bài cáo quan trọng, mặc dù không xuất thân trong một gia tộc uy tín. Cả hai đã sống Trung Quốc vào thời nhà Đường trong vòng 17 năm và trở về Nhật Bản vào năm 735.  Makibi, người đã mang một số văn kiện Nho giáo quan trọng đến Nhật Bản đã trở thành cố vấn cho Thiên hoàng về những phát triển mới nhất của lục địa về luật pháp, chiến tranh và âm nhạc.  Ông được thăng cấp bậc cao hơn và trở thành quan thụ giáo (daigaku no suke) của triều đình.  Vào năm 736, tháng thứ 2 (tháng 3 hay tháng 4), nhà sư Genbō, người đã trở lại với hơn 5000 cuộn sách cùng những quan điểm riêng về Phật giáo đã được triều đình ban tặng một mảnh đất rộng lớn, tám người hầu và một chiếc áo cà sa màu tím.  Khi bệnh dịch xảy ra vào năm 737, ông được yêu cầu thực hiện các nghi thức chữa bệnh cho gia đình hoàng thất; và các nghi thức của ông được cho là thực sự chữa lành bệnh cho mẹ của Thiên hoàng,Hoàng Thái hậu Fujiwara no Miyako.  Do đó, sức ảnh hưởng của ông tại triều đình ngày càng lớn và vào năm 737, tháng 8 (hay tháng 9) Genbō trở thành linh mục trưởng của Chùa Kofuku-ji, người đứng đầu chi nhánh phía bắc của phái Hossō của Phật giáo, và ông đã đạt được cấp bâc cao nhất dành cho giới tu hành là sōjō.
Trong khi đó,một số thành viên gia tộc Fujiwara đã bị lưu đày đến các tỉnh xa.  Fujiwara no Hirotsugu, con trai lớn nhất của Umakai và cháu trai của Hoàng hậu Kōmyō trở thành thủ lĩnh của nhánh Shikike của gia tộc Fujiwara.  Hermann Bohner đã mô tả ông ta như một "hiệp sĩ", rất tài năng trong chiến đấu, thi ca và cả khoa học, nhưng cũng là người dám tìm kẻ thù để tấn công và chấp nhận rủi ro.  Thấy ảnh hưởng của tộc Fujiwara suy yếu dần, Hirotsugu đã luận tội nhà sư Genbō và phản đối Makibi.  Tuy nhiên, Shōmu nói với các cố vấn của mình và Hirotsugu bị giáng chức thành thống đốc tỉnh Yamato,vị trí ông đã đảm nhận một năm trước đó, đến Kyushu, nơi ông trở thành phó thống đốc của Dazaifu vào năm 738.

## Biến loạn
Trong một văn thư gửi đến Thiên hoàng vào tháng 7 năm 740,  Hirotsugu tuyên bố rằng ông sẽ khiến  Kibi no Makibi và linh mục Genbō phải chịu trách nhiệm về tham nhũng và sự bất mãn chung tại kinh đô.  Ông chỉ ra "những thất bại của chính sách gần đây, mô tả những thảm họa đằng sau đó" và yêu cầu Thiên hoàng phải thải loại họ.  Bốn ngày sau khi triều đình nhận được văn thư của ông ta,  ông ta tuyên bố sẽ phát động cuộc biến loạn, không giống như những gì mà Iwai đã làm khoảng 200 năm trước,  vào thời điểm người dân ở Kyushu đang trải qua thời kỳ khó khăn sau dịch bệnh đậu mùa, nhiều năm hạn hán và mùa màng xấu.  Chính phủ đã ứng phó với tình huống này bằng một dự án xây dựng đền thờ quy mô lớn nhằm mục đích làm nguôi giận các vị thần.  Tuy nhiên,một gia đình nông dân không thể có thêm sưu dịch vì việc xây dựng đền thờ.  Như vậy, Hirotsugu đã được ủng hộ bởi những người nông dân bất mãn, lãnh đạo quận địa phương và các thành viên của dân tộc Hayato ở miền nam Kyushu; ông cũng cố gắng đảm bảo sự hỗ trợ từ vương quốc Tân La.  Tận dụng vị trí chính thức của mình tại Dazaifu, Hirotsugu sớm tập hợp một đội quân khoảng từ 10.000 đến 15.000 người .

Bản đồ cho thấy các sự kiện lớn của cuộc nổi loạn

Với lực lượng tập trung ở các tiêu điểm quan trọng của Dazaifu và Hirotsugu ở kinh đô, tình huống này đã gây ra một mối đe dọa nghiêm trọng cho chính quyền trung ương.  Thiên hoàng Shōmu đã lo lắng về sự can thiệp của Tân La, đã giao Ono no Azumabito làm tướng quân trong một đội quân đàn áp gồm 17.000 người từ miền đông và miền tây Nhật Bản, ngoại trừ Kyushu, quân đội hoàng gia lớn nhất vào thế kỷ thứ 8.   Những lính quân dịch đã được phái đi một năm trước vì dịch bệnh, phải mất một tháng sau họ mới có thể quay lại được.  Vào ngày 29 tháng 9  chính phủ cử một đội quân trinh sát gồm 24 người Hayato bản địa.  Các lực lượng ở hai bên bao gồm cả bộ binh và kỵ binh và nằm dưới sự chỉ huy của các quan chức địa phương.  Theo William Wayne Farris, vào thế kỷ thứ 8 của Nhật Bản, những kỵ sĩ đóng vai trò quyết định đối với sức mạnh của một đội quân.  Trước bất kỳ trận chiến nào, trong cuộc xung đột này, một phần lớn quân đội triều đình sẽ được tuyển mộ từ phía tây Honshu, nơi có nhiều cung thủ giỏi, mang lại cho họ một lợi thế quyết định so với Hirotsugu, người bị giới hạn ở Kyushu.  Sau đó trong cuộc xung đột, một số kỵ sỹ của Hirotsugu sẽ đào thoát, làm tăng thêm lợi thế này.
Để đảm bảo sự hỗ trợ, Azumabito đã được lệnh cầu nguyện tới vị thần chiến tranh Hachiman,.  Đây là một trong những cuộc khủng hoảng đầu tiên mà mọi người dùng đến Hachiman như một kami quyền lực.  Một sứ giả đã được gửi đến để làm lễ cúng tại Thần cung Ise và Thiên hoàng Shōmu đã ra lệnh đúc các bức tượng Quan âm,sau đã được sao chép và đưa đến tất cả các tỉnh.
Để bao vây lực lượng triều đình, Hirotsugu chia quân đội của mình thành ba đơn vị; một đơn vị dưới sự chỉ huy của ông ta và còn lại là dưới sự chỉ huy của cấp dưới ông ta, Tsunade và Komaro. Họ cùng nhau tiến dọc theo các tuyến đường khác nhau đến phía bắc Kyushu, nơi eo biển Kanmon tách Kyushu khỏi đảo chính của Nhật Bản, Honshu. Trên đường đi, vào ngày 19 tháng 10,  Hirotsugu dừng lại tại quận Oka để "dựng trại, dựng nỏ, tăng tín hiệu  và binh lính từ tỉnh [của Chikuzen ]". Cuối cùng, ông đã đến pháo đài (chinsho) ở quận Miyako, tỉnh Buzen gần tuyến đường xâm lược dự kiến. Nhưng kế hoạch tấn công có tổ chức của Hirotsugu đã bị thất bại khi một đội quân gồm vài nghìn người đã không xuất quân và một đơn vị khác đã bị trễ. Quân đội triều đình đã tiến công vào Kyushu, bắt giữ người và vũ khí từ ba trại tại Tomi, Itabitsu và Miyako ở tỉnh Buzen. Trước đó, quân đội của triều đìhh đã tăng nhân sự vào ngày 16 tháng 10   với hơn 4.000 người trong đó có 40 lính jōhei dưới quyền thẩm phán của quận Toyoura, tỉnh Nagato. Vào ngày 20 tháng 10,  một số đồng minh của Hirotsugu đã đầu hàng và đổi phe: bốn quan chức quận đã đào thoát cùng với 500 kỵ sĩ và một công dân từ tỉnh Buzen đã giết chết một phiến quân. Sau đó, một quan chức từ một quận Buzen trở lại với nhiều đầu từ xác chết các phiến quân từ trận chiến. Vào ngày 24 tháng 10,  một sắc lệnh đã được ban hành trong dân chúng và các quan chức của Kyushu, cố gắng hạ nhục Hirotsugu và hứa hẹn sẽ ban thưởng hậu hĩnh cho bất kỳ ai giết Hirotsugu. 
Vào ngày 2 tháng 11,  đội quân còn lại của Hirotsugu, được cho là bao gồm 10.000 kỵ binh, đã gặp các lực lượng triều đình tại sông Itabitsu. Chiến đấu thất bại, quân đội của Hirotsugu đã bị đánh bại và tan rã.  Cố gắng đến Tân La bằng thuyền, Hirotsugu đã gặp một cơn bão, bị lực lượng triều đình bắt giữ dưới thời Abe no Kuromaro (倍) vào ngày 16 tháng 11 tại Chikanoshima thuộc quần đảo Gotō, tỉnh Hizen.  Một tuần sau, vào ngày 24 tháng 11, một vị tướng đã chặt đầu ông ta mà không cần có sự cho phép của Triều đình.

## Chuyến công du của Thiên hoàng Shōmu tới các tỉnh miền đông

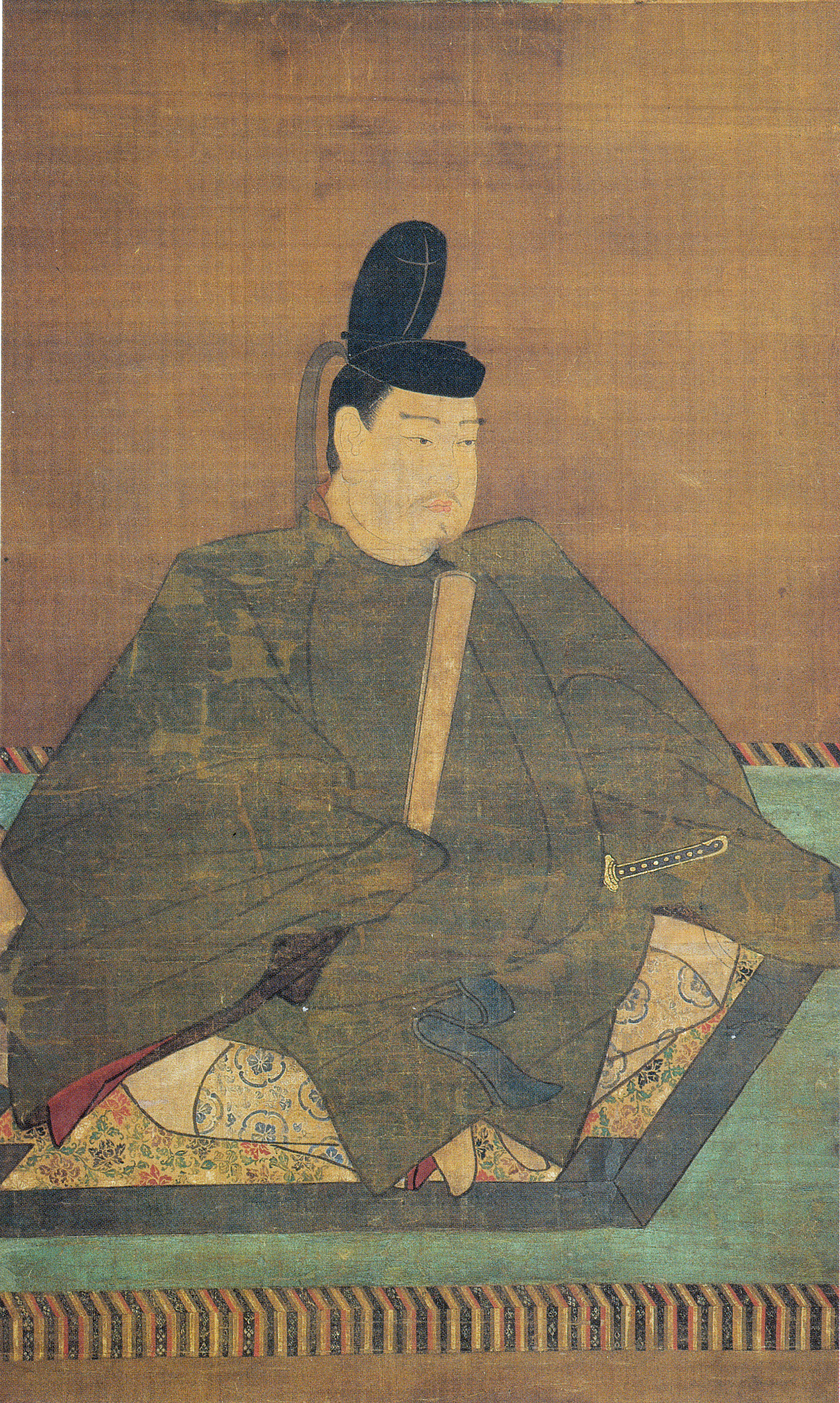
Thiên hoàng Shōmu

Trong khi các cuộc diễn tập chiến đấu vẫn đang được tiến hành, vào tháng thứ 10,  Thiên hoàng Shōmu rời kinh đô Heijō-kyō (Nara) và du ngoạm đến phía đông qua Horikoshi  (越 頓 宮;  Tsuge; ngày 10, ngày 29: Ngày 22 tháng 11), Nabari (tháng 10, ngày 30: 23 tháng 11), Ao  (保頓;  Aoyama; ngày thứ 11 ngày 1: 24 tháng 11) đến Kawaguchi ở huyện Ichishi, tỉnh Ise (ngày nay thuộc Tsu, trước đây là một phần của Hakusan), nơi ông rút lui cùng với các quan cận thần của mình đến ly cung.  Một trong những tướng lĩnh của ông được giao lại cai quản kinh đô. Thiên hoàng Shōmu sợ những người ủng hộ gia tộc Fujiwara ở Nara và hy vọng sẽ dập tắt các cuộc nổi dậy ở các khu vực khác của đất nước với sự hiện diện của ông.  Sau bốn ngày du hành qua mưa lớn và bùn dày, họ đã đến Kawaguchi vào ngày 25 tháng 11   Vài ngày sau, họ biết về vụ hành quyết của Hirotsugu và cuộc nổi loạn đã bị dập tắt.
Mặc dù biết được tin tốt lành, Thiên hoàng Shōmu đã không quay lại Heijō-kyō ngay lập tức mà ở lại Kawaguchi cho đến ngày 4 tháng 12   Ông tiếp tục hành trình về phía đông, rồi phía bắc qua tỉnh Mino và trở về phía tây dọc theo bờ hồ Biwa đến Kuni ở tỉnh Yamashiro (ngày nay ở Kizugawa) mà ông đã đến vào ngày 6 tháng 1 năm 741.  Các địa điểm đi dọc đường bao gồm Akasaka  赤 坂 頓 宮; Suzuka ngày nay; 11 m. 14 d.: ngày 07 tháng 12), huyện Asake (朝明郡; ngày nay Yokkaichi;. 11 m 20 d.: 13 tháng 12), Ishiura  (石占頓宮; ngày nay Tado;. 11 m 25 d.: 18 tháng 12), huyện Tagi (当伎郡; ngày nay Yoro;. 11 m 26 d.: ngày 19 tháng 12), Fuwa  (不破頓宮; ngày nay Tarui;. 12 m 1 d.: ngày 23 tháng 12), Yokokawa  (川 頓; hôm nay là Santō hoặc Maihara; ngày 12 tháng 6, ngày 28 tháng 12), Inukami  (上 頓; hôm nay là Hikone;; ngày nay gần yokaichi; 12 m 9 d.: ngày 31 tháng 12), Yasu. (野洲頓宮; ngày nay Yasu hoặc Moriyama;. 12 m 10 d.: 1 tháng 1), Awazu  (禾津頓宮; hôm nay Ōtsu; 12 m. 11 d.  Ngày 1 tháng 1, Tamanoi  (頓 宮; hôm nay Yamashina-ku, Kyoto; ngày 12 tháng 12 ngày 14 d.  ）.  Nằm giữa những ngọn đồi và gần một con sông phía bắc Nara, Kuni dễ dàng phòng thủ.  Ngoài ra, khu vực này được liên kết với Tachibana no Moroe, trong khi Nara là một trung tâm của gia tộc Fujiwara.  Vào ngày 6 tháng 1 năm 741,  Shōmu tuyên bố một thủ đô mới tại Kuni-kyō.

## Hậu quả
Trong một mục của Shoku Nihongi, ngày 14 tháng 4 năm 741,  cho rằng quà cáp cống phẩm, người hầu, ngựa và kinh Phật giáo đã được giao cho đền thờ Hachiman và để xây dựng lên một ngôi chùa.  Bender coi những lời đề nghị này là lời cảm tạ vì sự đàn áp cuộc nổi loạn của Hirotsugu.  Mặc dù không liên quan trực tiếp đến cuộc nổi loạn, sắc lệnh năm 741 của Thiên hoàng Shōmu, trong đó ông tuyên bố rằng các ngôi đền tỉnh được thành lập, là một dấu hiệu khác cho tình trạng của đất nước sau một số thiên tai.
Cái chết của Fujiwara no Hirotsugu đánh dấu sự kết thúc của nhánh Shikike và sự khởi đầu của sự trỗi dậy của Nanke Sau khi đàn áp cuộc bạo loạn, ảnh hưởng của Moroe tại triều đình đã lớn hơn.  Tuy nhiên, thông qua sức ảnh hưởng của gia tộc Fujiwara, Makibi và Genbō đã bị buộc phải rời khỏi triều đình và bị đày đến Kyushu, nơi mà Hirotsugu đã yêu cầu loại bỏ Genbō và ngay sau đó bắt đầu cuộc bạo loạn của ông ta.  Genbō đã xây dựng ngôi đền Kwannon-ji vào năm 745 và Makibi trở thành thống đốc của tỉnh Chikuzen vào năm 759 và ngay sau đó là tỉnh Hizen trước khi ông được gửi đến Trung Quốc.  Genbō chết một năm sau đó vào năm 746 và được cho rằng ông đã giam giữ hồn ma của Hirotsugu- hành động chịu trách nhiệm cho cái chết của nhà sư.  Câu chuyện này đã được ghi nhận trong Shoku Nihongi như sau: "Truyền bá rằng hiệu ứng tâm linh của Fujiwara no Hirotsugu đã gây hại cho ông ta", và đây là lần đầu tiên đề cập đến Cúng cô hồn (goryō) trong lịch sử hoặc văn học Nhật Bản.  Herman Ooms nhìn thấy trong tin đồn này là "sự hỗ trợ rộng rãi (có lẽ giới hạn ở Nara và môi trường) cho một người chỉ trích chính phủ (Hirotsugu) và phải chịu hậu quả".
Trong nửa sau của thế kỷ thứ 8, tinh thần của Hirotsugu, cùng với Hoàng tử Nagaya, được coi là đặc biệt gây rối.  Tại một thời điểm diễn ra dịch bệnh lao, được cho là gây ra bởi Goryo, Fujiwara no Mototsune,  thuộc tộc bắcHokke,một nhánh họ của Fujiwara, đã tổ chức một nghi thức gọi là goryō'e  vào ngày 10 tháng 6, 863  tại  Heian-kyō (Kyoto).  Nghi thức này nhằm vào sáu linh hồn, bao gồm cả Fujiwara no Hirotsugu, vì mỗi người trong số họ đã trở thành một linh hồn rời đi do hành động của Fujiwara.  Do đó, McMullin cho rằng sự kiện này được tổ chức nhằm hướng nỗi sợ hãi trong dân chúng đến sáu người đã chết này là kẻ thù của nhánh hokke của gia đình Fujiwara, gửi thông điệp rằng kẻ thù của hokke Fujiwara là kẻ thù của người dân.

## Mốc thời gian
1. ↑  Tenpyō 10 Tháng 1 (Tháng 1 / Tháng 2, 738): Tachibana no Moroe trở thành Bộ trưởng Quyền
2. ↑  Tenpyō 12 tháng 8, ngày 29 (24 tháng 9 năm 740): Hirotsugu yêu cầu sa thải Kibi no Makibi và Genbō
3. ↑  Tenpyō 12 tháng 9, ngày 3 (28 tháng 9, 740): Hirotsugu bắt đầu nổi loạn
4. ↑  Tenpyō 12 tháng 9, ngày 4 (29 tháng 9 năm 740): Chính phủ phái đội trinh sát Hayato
5. ↑  Tenpyō 12 tháng 9, ngày 24 (19 tháng 10 năm 740): Hirotsugu dừng chân tại trụ sở quận Oka
6. ↑  Tenpyō 12 tháng 9, ngày 24 (19 tháng 10 năm 740): Lực lượng chính phủ chiếm ba trại
7. ↑  Tenpyō 12 tháng 9, ngày 21/22 (16/17 tháng 10, 740): Gia cố quân đội chính phủ ở tỉnh Nagato
8. ↑  Tenpyō 12 tháng 9, ngày 25 (20 tháng 10 năm 740): Một số khuyết điểm của đồng minh Hirotsugu
9. ↑  Tenpyō 12 tháng 9, ngày 29 (24 tháng 10 năm 740): Hoàng đế gửi sắc lệnh để làm mất uy tín Hirotsugu
10. ↑  Tenpyō 12 tháng 10, ngày 9 (2 tháng 11 năm 740): Trận chiến tại sông Itabitsu
11. ↑  Tenpyō 12 tháng 10, ngày 23 (16 tháng 11 năm 740): Hirotsugu bị bắt
12. ↑  Tenpyō 12 tháng 10 (tháng 11, 740): Hoàng đế Shōmu rời thủ đô
13. ↑  Tenpyō 12 tháng 11, ngày 2 (25 tháng 11 năm 740): Hoàng đế Shōmu đến Kawaguchi
14. ↑  Tenpyō 12 tháng 11, ngày 11 (4 tháng 12 năm 740): Hoàng đế Shōmu rời Kawaguchi
15. ↑  Tenpyō 12 tháng 12, ngày 15 (6 tháng 1 năm 741): Hoàng đế Shōmu đến Kuni
16. ↑  Tenpyō 12 tháng 12, 15 ngày (6 tháng 1, 741): thủ đô mới tại Kuni-kyō
17. ↑  Tenpyō 13 tháng 3, ngày 24 (14 tháng 4 năm 741): quà tặng cho đền thờ Hachiman
18. ↑  Jōgan 5 tháng 5, ngày 20 (10 tháng 6 năm 863): goryō'e do Fujiwara no Mototsune tổ chức